# レンアイ至上主義
『レンアイ至上主義』（レンアイしじょうしゅぎ）は、水波風南による日本の漫画作品。『少女コミック』（小学館）において、2002年から2004年まで連載された。2018年12月時点で累計部数は280万部を突破している。

## 登場人物
声は、デジタルコミックDVDの担当声優。
永倉世莉
声 - 寺田はるひ
早坂碧樹
声 - 加藤木賢志
鷹来虎宇
声 - 松林大樹

## 書誌情報
- 水波風南 『レンアイ至上主義』 小学館〈フラワーコミックス〉、全8巻[1]

| 巻数 | 発売日         | ISBN          | 併録作品                   | 備考                                    |
| ---- | -------------- | ------------- | -------------------------- | --------------------------------------- |
| 01   | 2003年1月25日  | 4-09-135425-4 | 「真珠の鎖 番外編」        |                                         |
| 02   | 2003年3月26日  | 4-09-135426-2 | 「バージンビースト」       |                                         |
| 03   | 2003年6月26日  | 4-09-135427-0 | 「撹乱イノセンス」         |                                         |
| 04   | 2003年9月26日  | 4-09-135428-9 | 「レンアイ至上主義番外編」 |                                         |
| 05   | 2003年12月19日 | 4-09-135429-7 | 「奪回Letter錯綜Love」     |                                         |
| 05   | 2003年12月19日 | 4-09-135428-9 | 「奪回Letter錯綜Love」     | デジタルコミックDVDが添付された特別版。 |
| 06   | 2004年3月26日  | 4-09-135430-0 | なし                       |                                         |
| 07   | 2004年6月25日  | 4-09-138641-5 | 「リボン」                 |                                         |
| 08   | 2004年8月26日  | 4-09-138642-3 | 「絶望の花・快楽の棘」     |                                         |